# Мурмаши
Мурмаши (рус. Мурмаши) насељено је место са административним статусом варошице (рус. посёлок городского типа) на крајњем северозападу европског дела Руске Федерације. Варошица се налази у северном делу Мурманске области и административно припада њеном Кољском рејону.
Према проценама националне статистичке службе Русије за 2016. у вароши је живело 13.817 становника.

## Демографија
Варошица Мурмаши налази се у северном делу Кољског рејона и лежи на обе обале реке Туломе, односно на њеном вештачком Доњотуломском језеру. Само насеље налази се на око 25 километара југозападно од административног центра области, града Мурманска, са којим је повезан друмском и железничком трасом.
На територији Мурмашија данас се налази и Мурмански међународни аеродром.

## Историја
Насеље Мурмаши основано је 1920. године, а његов досцији развој поклапа се са градњом хидроелектране на реци Туломи (Доњотуломска хидроелектрана). Званичан статус радничке варошице има од 1938. године.

## Демографија
Према подацима са пописа становништва 2010. у вароши је живело 14.152 становника, док је према проценама националне статистичке службе за 2016. варошица имала 13.817 становника.
| 1939. | 1959. | 1970. | 1979.  | 1989.  | 2002.  | 2010.  | 2016.  |
| ----- | ----- | ----- | ------ | ------ | ------ | ------ | ------ |
| 2.018 | 8.840 | 8.836 | 10.895 | 14.312 | 16.343 | 14.152 | 13.817 |